# Kritsada Changpad
Kritsada Changpad (Chiang Rai, 5 april 1991) is een Thais wielrenner die anno 2018 rijdt voor Nex CCN Cycling Team.

## Carrière
In 2015 werd Changpad, na een jaar eerder al tweede te zijn geworden, eerste op het nationale wegkampioenschap. Eind juli 2016 maakte Changpad de overstap naar het Singaporese Singha Infinite Cycling Team. Een dag na zijn overstap debuteerde hij in de Ronde van Jakarta, die hij afsloot op plek 52. Een week later behaalde hij zijn eerste UCI-zege door de vijfde etappe van de Ronde van Singkarak op zijn naam te schrijven.

## Overwinningen
2015
 Thais kampioen op de weg, Elite
2016
5e etappe Ronde van Singkarak

## Ploegen
- 2016 –  Singha Infinite Cycling Team (vanaf 29-7)
- 2017 –  Infinite AIS Cycling Team
- 2018 –  Nex CCN Cycling Team

Ariehaan · Changpad · Choummaly · Fast · Fitrianto · Griffin · Nederlof · Ong · Thavorne · Vandila · Yoeun